# لاغونا (محطة مترو أنفاق مدريد)
لاغونا (بالإسبانية: Laguna)‏ هي محطة مترو أنفاق في مدريد في إسبانيا، تقع على الخط رقم 6.